# 特拉諾瓦 (伯南布哥州)

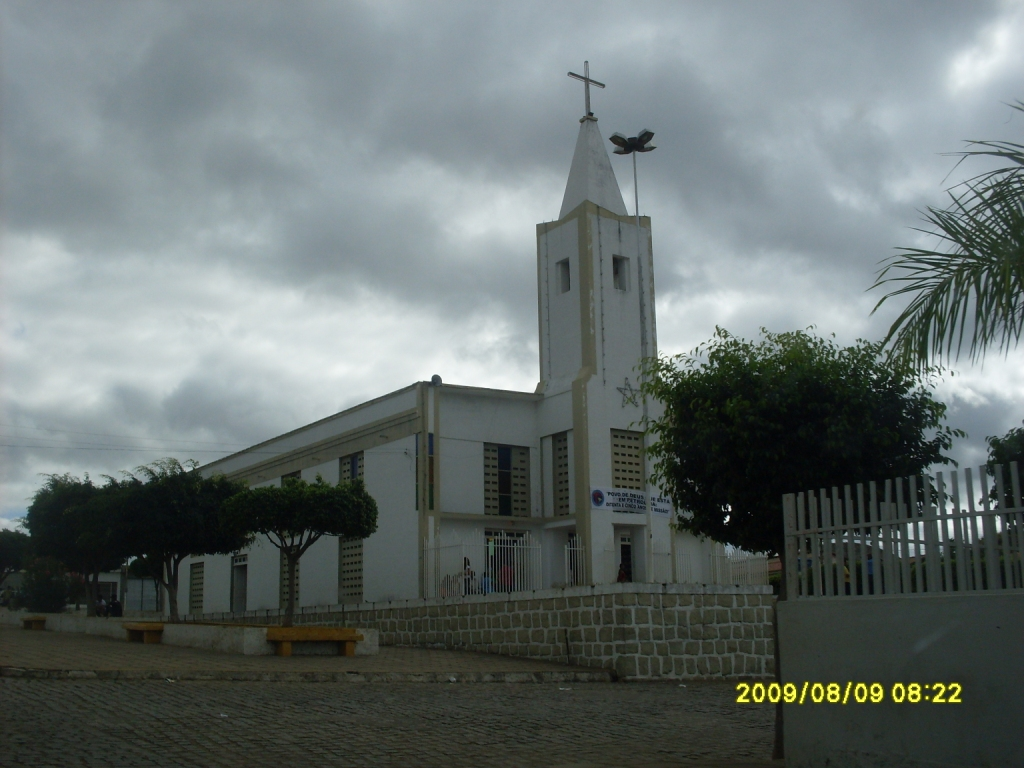
特拉諾瓦

特拉諾瓦（葡萄牙語：Terra Nova），是巴西的城鎮，位於該國東北部，由伯南布哥州負責管轄，始建於1952年3月1日，面積360.86平方公里，海拔高度363米，2014年人口10,052，人口密度每平方公里27.86人。